# Neovlivní.cz
Neovlivní.cz je český nezávislý investigativní web a měsíční tištěný magazín, vydávaný společností Dead Line Media. Vznikl v roce 2015. Zabývá se investigativní žurnalistikou, vlivnými lidmi a skupinami v různých částech společnosti a rozličných oborech.

## Redakce
Funguje od března 2015, provozuje jej vydavatelství Dead Line Media vlastněné Sabinou Slonkovou. Financován je z předplatného tištěné verze magazínu Neovlivní.cz, z grantů, sponzorských příspěvků a další činnosti vydavatelství.
V čele stanula Sabina Slonková. Obsah od začátku tvořili žurnalisté jako například Simona Holecová, Jakub Unger, David Binar, dále přispívali Marie Bastlová, Markéta Chaloupská, Jana Klímová, Pavel Vrabec či Vedran Kovačevič a fotograf Filip Singer.
Od ledna 2018 do října na webu publikoval Lukáš Wagenknecht skrze nově vytvořenou ekonomickou redakci. Svoje angažmá ukončil po zvolení do Senátu jako nezávislý kandidát v říjnu 2018.

## Obsah a činnost
Web Neovlivní.cz vytvořil ucelenou databázi dezinformačních webů v České republice, z níž čerpala další média. První výčet obsahoval 29 proruských webů. Následně vznikla také databáze lží politiků.
Redakce opakovaně přinesla původní investigativní zprávy, která vyvolaly celospolečenskou diskusi. Reportéři přinesli například exkluzivní rozhovor s bývalým poradcem premiéra Mirka Topolánka Markem Dalíkem před jeho nástupem do vězení. Dalík v něm mimo jiné otevřeně popsal, jak fungovala politika za vlád ODS a ČSSD a jak státní kontrakty provázely obří provize pro lidi spojené s politikou.
Na stránkách webu byla poprvé zveřejněna informace, že žádost o dotaci na Čapí hnízdo českého premiéra Andreje Babiše měla být od počátku podvod. Důkazy posléze použila policie v obvinění premiéra z dotačního podvodu.
V tištěném magazínu se objevila první zmínka o tzv. krymském únosu syna premiéra Andreje Babiše mladšího na Ruskem okupované území. Stalo se tak v době vrcholící kauzy Čapí hnízdo.